# Achirou Wagé
Achirou Wagé Moussa (* 1963 in Tchadoua; auch Hachirou Wagé) ist ein nigrischer Theaterregisseur und Dramatiker.

## Leben
Achirou Wagé leitete die Theatertruppe Les Tréteaux du Niger, die 1990 gegründet wurde und in den Sprachen Hausa, Zarma und Französisch spielte. Les Tréteaux du Niger gehörte zu den fünf regelmäßig auftretenden Theaterensembles aus Niger. Die anderen waren die Truppe von Yazi Dogo im Centre Culturel Oumarou Ganda, die Theaterensembles der staatlichen Rundfunkanstalt ORTN in Niamey und Zinder, die Messagers du Sahel unter der Leitung von Azonhon Faton und die auf politische Satire spezialisierte Troupe Mourna an der Abdou-Moumouni-Universität Niamey.
Wagé schrieb und inszenierte, jeweils nach Molière-Stücken, Kishin Malam Barbouillé (1994, nach Die Eifersucht des Angeschmierten), Alpha Kambé Kano (1995, nach Der fliegende Arzt) und Al Hadj Dandin (1995, nach George Dandin). Weitere Adaptionen waren Garabassa (1996, nach Cent millions qui tombent von Georges Feydeau) und Kasko (1998, nach Le Cid von Pierre Corneille). Im Jahr 2000 führte er in Niamey Regie bei der Uraufführung von La Geste de Zalbarou, der Erstfassung der tragischen Farce Les conquêtes du roi Zalbarou von Alfred Dogbé. Wagés Inszenierungsstil ist durch ein höheres Augenmerk auf physische Aspekte wie Mimik, Gestik und Farbe als auf das gesprochene Wort gekennzeichnet. Les Tréteaux du Niger verwendeten mehr als andere nigrische Truppen Bühneneffekte.
Achirou Wagé war der Gründer und künstlerische Leiter des Open-Air-Kulturfestivals Pripalo, dessen erste Ausgabe 2007 an verschiedenen Orten an der Peripherie Niameys wie Bassora, Boubon, Goudel, Hamdallaye, Kirkissoye, Koira Tagui, Saga, Saga Gorou und Tondibiah sowie im Kulturzentrum Maison des Jeunes et de la Culture Djado Sékou in Kalley Centre stattfand. Das Festival wurde erneut 2010 und 2012 veranstaltet.

## Ehrungen
- Ritter des Nationalordens Nigers (2015)[8]